# ݗ
Ḥā deux points suscrits ‹ ݗ › est une lettre additionnelle de l’alphabet arabe proposée durant des ateliers organisés par l’Isesco dans les années 1980. Elle est composée d’un ḥā ‹ ح › diacrité de deux points suscrits.

## Utilisation
Cette lettre a été proposée, durant des ateliers organisés par l’Isesco dans les années 1980, pour transcrire une consonne nasale vélaire voisée /ŋ/ dans l’écriture du zarma-songhoy ou du peul, transcrite avec un eng ‹ ŋ › dans l’alphabet latin.